# Facultad de Economía, Gobierno y Comunicaciones de la Universidad Central de Chile
La Facultad de Economía, Gobierno y Comunicaciones de la Universidad Central de Chile, fue una de las primeras escuelas de Administración Pública, impartido por una universidad privada en Chile. El edificio está ubicado en el Barrio Universitario de Santiago, cerca de la estación Parque Almagro y el Paseo Bulnes

## Historia
La Facultad de Gobierno de la Universidad Central de Chile es una de las facultades que componen la Universidad Central de Chile, fundada en 1982. Tuvo su origen como carrera de Administración Pública, iniciando sus actividades académicas en marzo de 1983 en el Campus "La Perla", en la comuna de San Bernardo. A contar de 1988 recibe la denominación de Escuela de Ciencias Políticas y Administrativas, y se traslada al Campus Almagro Norte, en la comuna de Santiago, a un costado del Parque Almagro. Posteriormente en el 2000, se crea la Facultad de Ciencias Políticas y Administración Pública.
En 2003, se crea la carrera de Ciencia Política, y en 2004 se traslada a sus actuales dependencias en el Campus Vicente Kovacevic II, junto a la Facultad de Ciencias de la Educación.
En 2017, por decisión del Consejo de Facultad, se decidió cambiar el nombre a Facultad de Gobierno.
En 2019, por decisión de la Rectoría, bajo un plan de reorganización administrativa de las unidades académicas, se acordó fusionar la ex Facultad de Gobierno, con la Facultad de Comunicaciones y la Facultad de Economía y Negocios quedando la nueva Facultad de Economía, Gobierno y Comunicaciones

## Gobierno

### Decano
La máxima autoridad de la Facultad es el decano, a quien le corresponde su dirección y administración, dentro de las políticas fijadas por las autoridades superiores de la Universidad. La elección del decano la realiza el Claustro Académico de la Facultad de entre una terna propuesta por un comité de búsqueda, creado especialmente para tales efectos, y aprobada por el rector de la Universidad.
Son atribuciones del decano ejercer la dirección de la Facultad; elaborar e implementar el plan de desarrollo de la Facultad; presidir el Consejo Académico de la Facultad; garantizar el cumplimiento de la programación académica; dictar, modificar y derogar la normativa interna de la Facultad; rendir una cuenta anual sobre el funcionamiento de la Facultad; proponer la designación, remoción y otras medidas de orden administrativo referidas a académicos y funcionarios de la Facultad; y, las demás que le fijen los estatutos y reglamentos de la Universidad y las que el rector les delegue.
| Decano                       | Período     |
| ---------------------------- | ----------- |
| Héctor Aguilera Segura       | (2000-2001) |
| Ricardo Medina Muñoz         | (2001-2002) |
| Patricio Gajardo Lagomarsino | (2002-2008) |
| Aldo Casinelli Capurro       | (2008-2009) |
| Pedro Henríquez Guajardo     | (2009-2010) |
| Christian Hansen Cruz        | (2010-2011) |
| Marco Moreno Pérez           | (2011-2019) |
| Luis Riveros (i)             | (2019-      |

### Autoridades
El gobierno de la Facultad contempla el decano, el secretario de la Facultad, los directores de Escuela. Lo integra además, los profesionales de apoyo. Actualmente está integrado por Autoridades de la Facultad:
- Luis Riveros Cornejo  Decano de la Facultad de Economía, Gobierno y Comunicaciones
- Paz Hernández Manríquez  Secretaria de Facultad
- Catalina Maluk Abusleme  Directora de la Escuela de Economía y Negocios
- Marco Moreno Pérez  Director de la Escuela de Gobierno y Comunicaciones

## Egresados destacados
- María José Hoffmann Opazo: diputada por el Distrito 15.
- Vlado Mirosevic Verdugo: diputado por el Distrito 1.
- Sebastián Dávalos: hijo de Bachelet

## Centro de Estudiantes
El Centro de Estudiantes de la Facultad de Ciencias Políticas y Administración Pública (CIPOL-APU), adscrito a la Federación de Estudiantes de la Universidad Central de Chile (Feucen), es el organismo que representa a los estudiantes ante los estamentos de carácter académico como también otros de carácter estudiantil. Su finalidad, de acuerdo a sus Estatutos, es el guardar y hacer guardar los derechos de los estudiantes y promover el bienestar general de la comunidad estudiantil de la Facultad.